# Erik ten Hag
Erik ten Hag (født 2. februar 1970) er en hollandsk fodboldtræner, og tidligere fodboldspiller, som er træner for Bundesliga-klubben Bayer Leverkusen.

## Spillerkarriere
Ten Hag spillede som forsvarsspiller, og spillede over sin karriere for FC Twente, De Graafschap, RKC Waalwijk og FC Utrecht. Han er mest kendt for sin tid med Twente, som han havde tre forskellige perioder med, og var med til at vinde KNVB Cup med i 2001. Han gik på pension i en alder af 32 år i 2002.

## Trænerkarriere

### Go Ahead Eagles
Efter at have arbejdet som ungdoms- og reservetræner for klubber som Twente og PSV, så fik Ten Hag fik sit første trænerjob i 2012, da han overtog hos Go Ahead Eagles. I sin ene sæson med Go Ahead Eagles ledte han klubben til deres første oprykning til Eredivisie i 17 år.

### Bayern München II
Efter at have imponeret hos Go Ahead Eagles, blev ten Hag hyret af Bayern München som deres nye træner for reserveholdet. Han arbejdede her under Pep Guardiola, som var træner for førsteholdet. Ten Hag har siden sagt, at han er inspireret af Guardiolas form for fodbold.

### FC Utrecht
Ten Hag vendte hjem til Holland efter to år hos Bayern München, hvor han blev træner og sportsdirektør for sin tidligere spillerklub FC Utrecht.

### Ajax
Efter at have ledt Utrecht til fjerdepladsen i 2016-17 sæsonen, blev han i december 2017 hentet af Ajax til at erstatte Marcel Keizer, som var blevet fyret.
Ten Hag ledte i 2019 Ajax til semifinalen af Champions League, og undervejs havde sejrer over storhold som Real Madrid og Juventus.
Han vandt sit første trofæ som træner den 5. maj 2019, da Ajax vandt KNVB Cup. 10 dage senere sikrede Ajax det hollandske mesterskab. Han ledte holdet til sit andet mesterskab i 2020-21 sæsonen.

### Manchester United

#### 2022-23
Den 21. april 2022 annoncerede Manchester United, at Ten Hag vil overtage rollen som træner for klubben efter slutningen på 2021-22 sæsonen. Det blev i maj 2022 annonceret, at Ten Hag ville begynde sit arbejde hos klubben tidligt, og han overtog officielt rollen som træner mandag den 23. maj.
Hans første kamp med klubben var den 7. august 2022, som endte med et 2-1 nederlag til Brighton & Hove Albion. Hans første sejr med klubben var den 22. august, da United slog ærkerivaler Liverpool 2-1.
Han ledte i sæsonen United til at vinde EFL Cup, hvilke var klubbens første trofæ siden 2017. Den første kamp efter denne sejr var dog et 7-0 nederlag til Liverpool, hvilke er Uniteds tungeste nederlag i Premier League nogensinde, og deres delt tungeste nogensinde. United endte sæsonen på tredjepladsen, hvilke sikrede kvalifikation til UEFA Champions League.

#### 2023-24
Ten Hags anden sæson med United var dog et stort skridt tilbage, da United endte på ottendepladsen i ligaen, hvilke var deres dårligste placering i Premier League nogensinde. Sæsonen endte dog på et lyspunkt, da United slog lokalrivaler Manchester City i FA Cup finalen, og hermed vandt det andet trofæ i Ten Hags tid som træner.

#### 2024-25
Det lykkedes ikke Ten Hag at vende situationen i sin tredje sæson, og efter at United havde den værste start på en sæson i klubbens historie, så blev det den 28. oktober 2024 annonceret, at Ten Hag blev fyret.

### Bayer Leverkusen
Ten Hag blev i maj 2025 hyret af Bayer Leverkusen.

## Titler

### Spiller
De Graafschap
- Eerste Divisie: 1 (1990–91)

FC Twente
- KNVB Cup: 1 (2000–01)

### Træner
Ajax
- Eredivisie: 3 (2018–19, 2020–21, 2021–22)
- KNVB Cup: 2 (2018–19, 2020–21)
- Johan Cruyff Schaal: 1 (2019)

Manchester United
- FA Cup: 1 (2023-24)
- EFL Cup: 1 (2022-23)

Individuelle
- Årets Fodboldtræner i Holland: 3 (2015-16, 2018-19, 2020-21)